# Ingvar Wixell
Karl Gustaf Ingvar Wixell (ur. 7 maja 1931 w Luleå, zm. 8 października 2011 w Malmö) – szwedzki śpiewak operowy, baryton i aktor teatralny.
Zadebiutował w 1955 roku w roli Papagena w Czarodziejskim flecie Mozarta, wystawionym przez Królewską Operę Szwedzką (Kungliga Operan) w Sztokholmie, w której występował do 1967 roku. Przez 30 lat pracował w Deutsche Oper. W 1980 roku wstąpił do Królewskiej Akademii Muzycznej.
W 1965 roku reprezentował Szwecję w Konkursie Piosenki Eurowizji 1965, gdzie zaśpiewał utwór „Annorstades Vals” w języku angielskim i szwedzkim. Utwór zajął 10. miejsce. Ze względu na kontrowersje związane z zaśpiewaniem w finale utworu po angielsku, zostały zmienione zasady, w których zabroniono w kolejnych edycjach śpiewania piosenek w innych językach niż w narodowym.

## Życie prywatne
Ingvar Wixell miał dwie córki – Marit i Jette.

## Filmografia
- 1977: Aida jako Amonasro
- 1982: Rigoletto jako Rigoletto i Hrabia Monterone
- 1982/1984/1990: Tosca jako Baron Scarpia